# Susie la piccola coupé blu
Susie la piccola coupé blu (Susie the Little Blue Coupe) è un film del 1952 diretto da Clyde Geronimi. È un cortometraggio animato, prodotto dalla Walt Disney Productions e uscito negli Stati Uniti il 6 giugno 1952, distribuito dalla RKO Radio Pictures.

## Trama
Susie è una piccola coupé blu splendente esposta nella vetrina di un autosalone, in attesa di essere venduta. Ogni giorno cerca di conquistare con il suo sguardo magnetico i passanti, finché non viene notata da un distinto signore che, innamoratosi della carrozzeria, decide di comprarla. Susie inizia così la sua vita in strada, non esente da pericoli: incroci, macchine che sfrecciano, e in più il non facile confronto con auto ben più grandi di lei, come le limousine. 
Col tempo, però, Susie diventa sempre più vecchia e fatica a tenere il passo in strada. Il suo proprietario decide di portarla in officina per tentare di farla aggiustare, ma questi - conscio dell’età ormai avanzata della sua auto - a malincuore è costretto a venderla. Esposta in un autosalone all’aperto, viene acquistata da un losco individuo del posto: Susie è ora costretta a muoversi tra strade buie e pericolose, popolate da gangster e persone poco raccomandabili. 
Una sera Susie si rende conto di essere diventata un’auto rubata: inizia così a fuggire all’impazzata tra le vie della città, inseguita dalla polizia, fino a quando non finisce per scontrarsi contro un tram in transito. La piccola coupé blu viene così portata in discarica, dove trascorre molti mesi, convinta di essere ormai inutilizzabile. 
Un giorno di primavera, tuttavia, un ragazzino nota il piccolo ammasso di ferraglia e decide di comprarla. Dopo un rifiuto iniziale del titolare della discarica, questi tuttavia acconsente. Il ragazzino rimette a posto Susie nel suo garage: il risultato è un’automobile come nuova, che felice ricomincia a sfrecciare in strada come una volta. 

## Distribuzione

### Edizioni home video
Il corto è incluso nelle compilation Disney Adventures, uscita in videocassetta ad aprile 1988, Topolino amore mio, uscita in videocassetta a febbraio 1996, e Disney cuori & amori, uscita sia in videocassetta che in DVD a febbraio 2004.